# Par les fils de Mandrin
 (octobre 2017).
Si vous disposez d'ouvrages ou d'articles de référence ou si vous connaissez des sites web de qualité traitant du thème abordé ici, merci de compléter l'article en donnant les références utiles à sa vérifiabilité et en les liant à la section « Notes et références ».
Pour les articles homonymes, voir Mandrin.
Albums de Ange
Émile Jacotey
(1975) Tome VI : Live 1977
(1977)
Singles
1. Par les fils de Mandrin
Sortie : 1976

Par les fils de Mandrin est le cinquième album du groupe français de rock progressif Ange, réalisé en 1976.

## Historique
L'album,  est enregistré aux studio des Dames à Paris en mai et juin 1976.
Guénolé Biger y est remplacé à la batterie par Jean-Pierre Guichard.
Pour préparer ce nouvel album, les musiciens s'isolent dans la région de Servance pour composer et enregistrer les démos de l'album qui sera finalement un album-concept. 
C'est le dernier album du groupe à être certifié « disque d'or » en France. Il obtient le grand prix du disque de l'académie Charles-Cros en 1976.
Une version avec des paroles en anglais est enregistrée l'année suivante mais elle ne sortira qu'en 2003[source insuffisante].
Le titre de l'album est celui de son premier titre Par les fils de Mandrin, dont les paroles font référence à la légende du contrebandier du XVIIIe siècle Louis Mandrin.

## Titres

### Version originale
| 1. | Par les fils de Mandrin | Christian Décamps / Jean-Michel Brézovar | 4:48 |
| 2. | Au café du Colibri      | Christian Décamps / Jean-Pierre Guichard | 4:02 |
| 3. | Ainsi s'en ira la pluie | Christian Décamps / Jean-Pierre Guichard | 6:08 |
| 4. | Autour du feu           | Christian Décamps / Daniel Haas          | 3:06 |
| 5. | Saltimbanques           | Christian Décamps / Daniel Haas          | 3:36 |

| 1. | Des yeux couleur d'enfants          | Christian Décamps / Francis Décamps      | 4:20 |
| 2. | Atlantis - Les Géants de la 3e lune | Christian Décamps / Francis Décamps      | 5:05 |
| 3. | Hymne à la Vie                      | Christian Décamps / Jean-Michel Brézovar | 9:44 |
|    | - Cantique                          |                                          | 4:15 |
|    | - Procession                        |                                          | 3:52 |
|    | - Hymne                             |                                          | 1:37 |

### Version en anglaisBy the Sons of Mandrin
Les compositeurs sont les mêmes que sur la version française, l'adaptation en anglais est de Michael Quatermain.

#### Face 1
1. By the Sons of Mandrin - 4:51
2. At the Café of Colibri - 4:06
3. And So the Rain Will Go Away - 6:07
4. Around the Fireside - 3:05
5. Tumblers - 4:00

#### Face 2
1. Child-Coloured Eyes - 4:21
2. Atlantis - 5:21
3. Hymn to Life - 9:48

## Musiciens
- Christian Décamps : chant, piano, accordéon, percussions
- Francis Décamps : orgue, synthétiseurs, mellotron, chœurs
- Jean-Michel Brézovar : guitare électrique & acoustique, chœurs
- Daniel Haas : basse, guitare acoustique
- Jean-Pierre Guichard : batterie, percussions, harmonica, chœurs

## Équipe technique
- Henri Loustau : ingénieur du son
- Jean-Louis Labro : assistant
- Philippe Huart et Philippe Umbdenstock : pochette
- Denis Saurat : auteur du conte L'Atlantide et le Règne des géants qui a inspiré l'album

## Certification
| Pays   | Certification | Ventes    | Date |
| ------ | ------------- | --------- | ---- |
| France | Or            | 100 000 + | 1977 |